# Nati nel 1934/Luglio
| Questa pagina contiene informazioni ricavate automaticamente dalle voci biografiche con l'ausilio del template Bio e di un bot. L'aggiornamento è periodico e automatico e ricostruisce completamente la pagina. Se manca una persona in questa lista, sei pregato di non aggiungerla, ma accertati piuttosto che la sua voce biografica contenga il template Bio e che i dati anagrafici siano correttamente compilati. Se il template Bio manca, inseriscilo tu stesso o, in alternativa, metti l'avviso {{tmp\|Bio}} che ne segnala la mancanza. Se i dati riportati sono sbagliati, correggi direttamente la voce biografica; le modifiche saranno visibili in questa lista entro pochi giorni. Per chiarimenti vedi il progetto biografie. La lista contiene solo le 214 persone che sono citate nell'enciclopedia e per le quali è stato implementato correttamente il template Bio. Pagina aggiornata al 10 ago 2025. |

- 1º luglio - Claude Berri, regista, sceneggiatore e attore francese († 2009)
- 1º luglio - Ezio Cernich, cestista, allenatore di pallacanestro e dirigente sportivo italiano († 1992)
- 1º luglio - Sergio D'Offizi, direttore della fotografia italiano
- 1º luglio - Jamie Farr, attore statunitense
- 1º luglio - Alex Hershaft, imprenditore, chimico e attivista statunitense
- 1º luglio - Stan Howard, calciatore inglese († 2004)
- 1º luglio - Paddy Jones, ballerina britannica
- 1º luglio - Jean Marsh, attrice britannica († 2025)
- 1º luglio - Sydney Pollack, regista, attore e produttore cinematografico statunitense († 2008)
- 1º luglio - Vittoria Quarenghi, politica italiana († 1984)
- 1º luglio - Kirsten Simone, ballerina danese († 2024)
- 1º luglio - Benedetto Spera, mafioso italiano
- 2 luglio - Antonio Barberio, politico italiano
- 2 luglio - Romano Ghini, attore e doppiatore italiano († 2020)
- 2 luglio - Gordan Irović, calciatore jugoslavo († 1995)
- 2 luglio - Juhani Kala, cestista finlandese († 2014)
- 2 luglio - Gio Batta Morassi, liutaio italiano († 2018)
- 2 luglio - Francesco Orlando, critico letterario e francesista italiano († 2010)
- 2 luglio - Zhao Shuzhen, attrice cinese
- 3 luglio - Stefan Abadžiev, calciatore bulgaro († 2024)
- 3 luglio - Michele Abbate, politico italiano († 2012)
- 3 luglio - Klaus von Beyme, politologo e saggista tedesco († 2021)
- 3 luglio - Manfred Bieler, scrittore tedesco († 2002)
- 3 luglio - Daniele Danieli, calciatore italiano († 2007)
- 3 luglio - Robert J. Modrzejewski, ex ufficiale statunitense
- 3 luglio - Marcel Ongenae, ciclista su strada belga († 2014)
- 3 luglio - Berthold Maria Schenk Graf von Stauffenberg, generale tedesco
- 4 luglio - James Hamilton, V duca di Abercorn, nobile e politico britannico
- 4 luglio - Masatoshi Wakabayashi, politico e funzionario giapponese († 2023)
- 4 luglio - Colin Welland, attore e sceneggiatore britannico († 2015)
- 5 luglio - Vladislao Cap, calciatore e allenatore di calcio argentino († 1982)
- 5 luglio - Péter Dely, scacchista ungherese († 2012)
- 5 luglio - Yoshio Furukawa, ex calciatore giapponese
- 5 luglio - Hasan Güngör, lottatore turco († 2011)
- 5 luglio - Tom Krause, basso-baritono finlandese († 2013)
- 5 luglio - Franco Luison, calciatore italiano († 2012)
- 5 luglio - Antonina Moiseeva, pallavolista sovietica († 2020)
- 5 luglio - Carmine Montescuro, mafioso italiano († 2023)
- 5 luglio - Paolo Scirpa, artista italiano († 2025)
- 6 luglio - Michel Crauste, rugbista a 15, allenatore di rugby a 15 e dirigente sportivo francese († 2019)
- 6 luglio - Günther Domenig, architetto austriaco († 2012)
- 6 luglio - Giuseppe Garano, cestista e allenatore di pallacanestro italiano († 2024)
- 6 luglio - Maurice Hasson, violinista e docente francese
- 6 luglio - Carlo Sciarrelli, progettista italiano († 2006)
- 6 luglio - Hans-Joachim Speth, allenatore di calcio e calciatore tedesco orientale († 2016)
- 6 luglio - Salvatore Vecchione, ex magistrato italiano
- 7 luglio - Claudio Darni, calciatore italiano († 2014)
- 7 luglio - Thomas M. Seebohm, filosofo tedesco († 2014)
- 7 luglio - Roberto Passarin, calciatore italiano († 1982)
- 8 luglio - John Amdisen, calciatore danese († 1997)
- 8 luglio - Marty Feldman, comico, attore e sceneggiatore britannico († 1982)
- 8 luglio - Albert Hemmo, ex cestista e allenatore di pallacanestro israeliano
- 8 luglio - Aleksandr Kurynov, sollevatore sovietico († 1973)
- 8 luglio - Rodney Stark, sociologo e scrittore statunitense († 2022)
- 8 luglio - Julio Viera, pittore spagnolo († 2023)
- 9 luglio - Colin Bailey, batterista britannico († 2021)
- 9 luglio - Ranulfo Cortés, calciatore messicano († 1994)
- 9 luglio - Michael Graves, architetto statunitense († 2015)
- 9 luglio - Nina Žuk, ex pattinatrice artistica su ghiaccio sovietica
- 10 luglio - Trygve Andersen, ex calciatore norvegese
- 10 luglio - Alan Conway, truffatore britannico († 1998)
- 10 luglio - Gennadij Galkin, tuffatore sovietico († 1985)
- 10 luglio - László Hódy, cestista ungherese († 2023)
- 10 luglio - Alberto Minnucci, giornalista italiano († 1995)
- 10 luglio - Jerry Nelson, burattinaio statunitense († 2012)
- 10 luglio - Marcel Nowak, calciatore francese († 1985)
- 10 luglio - Barry Sussman, giornalista e scrittore statunitense († 2022)
- 10 luglio - Giorgio Szegö, matematico e funzionario italiano († 2020)
- 11 luglio - Giorgio Armani, stilista e imprenditore italiano
- 11 luglio - Helen Cresswell, scrittrice inglese († 2005)
- 11 luglio - Teuvo Kohonen, informatico finlandese († 2021)
- 11 luglio - Jaume Traserra Cunillera, vescovo cattolico spagnolo († 2019)
- 12 luglio - Joe Belmont, cestista e allenatore di pallacanestro statunitense († 2019)
- 12 luglio - Van Cliburn, pianista statunitense († 2013)
- 12 luglio - Antonio Di Ciolo, schermidore e maestro di scherma italiano († 2020)
- 12 luglio - Silvio Novembre, militare italiano († 2019)
- 12 luglio - Herbert Schambeck, giurista e politico austriaco († 2023)
- 12 luglio - Ulf Schmidt, ex tennista svedese
- 13 luglio - Aleksej Stanislavovič Eliseev, cosmonauta sovietico
- 13 luglio - Antonio Jiménez Quiles, ciclista su strada spagnolo († 2023)
- 13 luglio - Gordon Lee, calciatore e allenatore di calcio inglese († 2022)
- 13 luglio - Alfredo Provenzali, giornalista e conduttore radiofonico italiano († 2012)
- 13 luglio - Wole Soyinka, drammaturgo, poeta e scrittore nigeriano
- 14 luglio - Blanca Barrón, ex nuotatrice messicana
- 14 luglio - Ian Crawford, calciatore e allenatore di calcio scozzese († 2007)
- 14 luglio - Trevor Fancutt, tennista e allenatore di tennis sudafricano († 2022)
- 14 luglio - Lee Friedlander, fotografo statunitense
- 14 luglio - Gotlib, fumettista francese († 2016)
- 14 luglio - Marlene Mathews, ex velocista australiana
- 14 luglio - Ángel del Pozo, attore, sceneggiatore e regista spagnolo († 2025)
- 15 luglio - Boris Batanov, calciatore e allenatore di calcio sovietico († 2004)
- 15 luglio - Harrison Birtwistle, compositore e clarinettista inglese († 2022)
- 15 luglio - Brunetto Chiarelli, antropologo italiano
- 15 luglio - Enrique Mateos, calciatore e allenatore di calcio spagnolo († 2001)
- 15 luglio - Leo Paquette, chimico statunitense († 2019)
- 16 luglio - Denise LaSalle, cantante statunitense († 2018)
- 16 luglio - Luigi Dellavedova, calciatore italiano († 2014)
- 16 luglio - Tomás Eloy Martínez, scrittore argentino († 2010)
- 16 luglio - George Hilton, attore uruguaiano († 2019)
- 16 luglio - Marjorie McQuade, nuotatrice australiana († 1997)
- 16 luglio - Gabriel Stanislaw Morvay, artista, pittore e scrittore polacco († 1988)
- 16 luglio - Donald M. Payne, politico statunitense († 2012)
- 16 luglio - Dai Ward, calciatore gallese († 1996)
- 17 luglio - Ján Andrejkovič, ex calciatore cecoslovacco
- 17 luglio - Moreno Bambi, dirigente d'azienda e politico italiano († 2006)
- 17 luglio - Kåre Bjørnsen, calciatore norvegese († 1993)
- 17 luglio - Francisco Borrell, cestista spagnolo († 1992)
- 17 luglio - Giuliana Morandini, scrittrice, saggista e critica letteraria italiana († 2019)
- 17 luglio - Lucio Tan, imprenditore cinese
- 18 luglio - Edward Bond, drammaturgo, poeta e sceneggiatore britannico († 2024)
- 18 luglio - Darlene Conley, attrice statunitense († 2007)
- 18 luglio - Joan Evans, attrice statunitense († 2023)
- 18 luglio - Fernando Pereira de Freitas, cestista brasiliano († 2006)
- 18 luglio - Aldo Lo Schiavo, storico della filosofia italiano († 2022)
- 18 luglio - Enzo Milioni, sceneggiatore e regista italiano († 2017)
- 18 luglio - Giacomo Pontarollo, politico italiano
- 18 luglio - Bertalan Szőcs, schermidore ungherese († 2016)
- 18 luglio - Jerry Vayda, cestista statunitense († 1978)
- 18 luglio - Jorge Silva Vieira, calciatore e allenatore di calcio brasiliano († 2012)
- 18 luglio - David Walker, costumista britannico († 2008)
- 19 luglio - Melo Freni, giornalista, scrittore e regista italiano
- 19 luglio - Hermann Höfer, calciatore tedesco († 1996)
- 19 luglio - Elio Letari, calciatore italiano († 2003)
- 19 luglio - Harry Penk, calciatore inglese († 2020)
- 19 luglio - Francisco Sá Carneiro, politico portoghese († 1980)
- 19 luglio - Amedeo Zambon, tenore italiano († 2000)
- 20 luglio - Henry Dumas, poeta e scrittore statunitense († 1968)
- 20 luglio - Uwe Johnson, scrittore tedesco († 1984)
- 20 luglio - John Richard Keating, vescovo cattolico statunitense († 1998)
- 20 luglio - Sergio Siorpaes, ex bobbista italiano
- 20 luglio - Odile Vouaux, nuotatrice francese († 2023)
- 20 luglio - Alikī Vougiouklakī, attrice greca († 1996)
- 21 luglio - Tullio Baraglia, canottiere italiano († 2017)
- 21 luglio - Grete Friedmann, schermitrice austriaca
- 21 luglio - Maurice Gross, linguista francese († 2001)
- 21 luglio - Jonathan Miller, regista teatrale, attore e conduttore televisivo britannico († 2019)
- 21 luglio - Ed Towns, politico statunitense
- 22 luglio - Adivije Alibali, ballerina e attrice albanese
- 22 luglio - Raniero Cantalamessa, cardinale, teologo e predicatore italiano
- 22 luglio - Danny Clapton, calciatore inglese († 1986)
- 22 luglio - Junior Cook, sassofonista statunitense († 1992)
- 22 luglio - Louise Fletcher, attrice statunitense († 2022)
- 22 luglio - Ann Howard, mezzosoprano britannico († 2014)
- 22 luglio - Leon Rotman, ex canoista rumeno
- 22 luglio - Mario Vinci, scultore italiano († 2018)
- 23 luglio - Semёn Davidovič Aranovič, regista sovietico († 1996)
- 23 luglio - Antonio Balsamo, compositore e sassofonista italiano († 1998)
- 23 luglio - Silvana Bosi, attrice e regista teatrale italiana († 2020)
- 23 luglio - Matilde Callari Galli, antropologa italiana
- 23 luglio - Nirmala Joshi, religiosa indiana († 2015)
- 23 luglio - Steve Lacy, sassofonista e compositore statunitense († 2004)
- 23 luglio - Veronika Petrovici, chirurga rumena († 2023)
- 23 luglio - Vitaliano Ravagli, scrittore, antifascista e attivista italiano († 2011)
- 23 luglio - Tom Tjaarda, designer statunitense († 2017)
- 24 luglio - Willie Davis, giocatore di football americano statunitense († 2020)
- 24 luglio - Horst Floth, bobbista tedesco († 2005)
- 24 luglio - Guido Nicheli, attore e comico italiano († 2007)
- 24 luglio - Geertje Wielema, nuotatrice olandese († 2009)
- 25 luglio - Renzo Allegri, giornalista, saggista e critico musicale italiano
- 25 luglio - Jack Connor, calciatore inglese († 2010)
- 25 luglio - Don Ellis, trombettista e compositore statunitense († 1978)
- 25 luglio - Kazuya Tatekabe, doppiatore giapponese († 2015)
- 25 luglio - Irwin Yablans, produttore cinematografico statunitense
- 25 luglio - Claude Zidi, regista e sceneggiatore francese
- 26 luglio - Jean Marie Julien Balland, cardinale e arcivescovo cattolico francese († 1998)
- 26 luglio - Jagdish Bhagwati, economista indiano
- 26 luglio - Austin Clarke, scrittore e saggista barbadiano († 2016)
- 26 luglio - Franco Fontana, produttore teatrale italiano
- 26 luglio - Reinaldo Gargano, politico uruguaiano († 2013)
- 26 luglio - Luciano Giovannetti, vescovo cattolico italiano († 2024)
- 26 luglio - Tommy McDonald, giocatore di football americano statunitense († 2018)
- 26 luglio - Ken Pogue, attore canadese († 2015)
- 26 luglio - Seiken Sugiura, politico giapponese
- 26 luglio - Mauricio Ugartemendia, calciatore spagnolo († 2022)
- 27 luglio - Ajahn Sumedho, monaco buddhista statunitense
- 27 luglio - Claudio Cavallaro, compositore e cantante italiano († 2003)
- 27 luglio - Pietro Chiodini, ciclista su strada italiano († 2010)
- 27 luglio - Robin Walsh Leamy, vescovo cattolico neozelandese († 2022)
- 27 luglio - Ennio Vitanza, telecronista sportivo e conduttore televisivo italiano
- 28 luglio - Jacques d'Amboise, ballerino, coreografo e attore statunitense († 2021)
- 28 luglio - Il'ja Aleksandrovič Averbach, regista sovietico († 1986)
- 28 luglio - Gianni Bonadonna, oncologo italiano († 2015)
- 28 luglio - Mario Colombo, ex calciatore italiano
- 28 luglio - Ron Flowers, calciatore inglese († 2021)
- 28 luglio - Bud Luckey, animatore, regista e doppiatore statunitense († 2018)
- 28 luglio - Raúl Macías, pugile e attore messicano († 2009)
- 28 luglio - Brian May, compositore australiano († 1997)
- 28 luglio - Mr. Wrestling, wrestler statunitense († 2002)
- 28 luglio - Antonio Schiavoni, ex calciatore italiano
- 29 luglio - Dick Boushka, cestista statunitense († 2019)
- 29 luglio - Girolamo Cotroneo, filosofo italiano († 2018)
- 29 luglio - Joe Damiano, cantante statunitense († 2022)
- 29 luglio - Sergio Fiorentini, attore, doppiatore e direttore del doppiaggio italiano († 2014)
- 29 luglio - Stanton T. Friedman, fisico e saggista statunitense († 2019)
- 29 luglio - Gene Grazia, hockeista su ghiaccio statunitense († 2014)
- 29 luglio - Nando Orfei, circense e attore italiano († 2014)
- 29 luglio - Nardino Previdi, dirigente sportivo italiano († 2009)
- 29 luglio - Bruno Scipioni, attore italiano († 2019)
- 29 luglio - Eric Smith, allenatore di calcio e calciatore scozzese († 1991)
- 29 luglio - Albert Speer, architetto tedesco († 2017)
- 30 luglio - Claude Brodin, schermidore francese († 2014)
- 30 luglio - Engelbert Kraus, calciatore tedesco († 2016)
- 30 luglio - Salvatore Nocita, regista e sceneggiatore italiano
- 30 luglio - Abdoulaye Seye, velocista senegalese († 2011)
- 30 luglio - Gonzalo Suárez, regista e sceneggiatore spagnolo
- 30 luglio - Angelina Linda Zammataro, pedagogista e psicoterapeuta italiana
- 31 luglio - Maurizio Bovarini, fumettista e illustratore italiano († 1987)
- 31 luglio - Barry De Vorzon, compositore, produttore discografico e cantante statunitense
- 31 luglio - Marco Fini, giornalista, saggista e curatore editoriale italiano († 2017)
- 31 luglio - Saverio Leotta, allenatore di calcio e calciatore italiano († 2020)
- 31 luglio - Lucia Linari, cestista italiana († 2021)
- 31 luglio - Lino Miccichè, critico cinematografico e storico del cinema italiano († 2004)
- 31 luglio - Hans Mild, calciatore e hockeista su ghiaccio svedese († 2007)
- 31 luglio - Achim Schneider, ex pallanuotista tedesco